# Мюллер, Жиль
Жиль Мюллер (люкс. Gilles Müller; родился 9 мая 1983 в Шиффланже, Люксембург) — люксембургский профессиональный теннисист; победитель двух турниров ATP в одиночном разряде.

## Общая информация

### Стиль игры
Мюллер — левша, и его подача во второй квадрат крайне опасна. Мощная подача, хорошо поставленный бэкхэнд (удар закрытой ракеткой) и хорошая игра с лета неотъемлемые элементы атакующего стиля Жиля. Люксембуржец проповедует быстрый атлетичный теннис и поэтому наиболее опасен на быстрых покрытиях. Его излюбленным прием — элемент «подача-выход к сетке» (англ. serve-and-volley). Уже после первого удара он продвигается к сетке и играет с лёта, что часто очень эффектно.

## Спортивная карьера
В 2001 году Жилю удалось выйти в финал на юниорском Уимблдонском турнире и выиграть юниорский Открытый чемпионат США, тем самым по итогам этого сезона ему удалось стать первым номером в мире в юниорском рейтинге. В период с 2001 по 2002 год сумел победить на четырех турнирах из серии «фьючерс». В июле 2003 выигрывает турнир из серии «челленджер» в Вальядолиде. В 2004 дебютирует в основных соревнованиях на турнире из серии Большого шлема Открытом чемпионате Австралии. В этом же сезоне выигрывает еще два турнира ATP Challenger в Неаполе и Пособланко. В августе 2004 года, находясь на 124-м месте в рейтинге, на турнире ATP в Вашингтоне Мюллеру удалось пробиться в финал, обыграв на пути к нему Шенга Схалкена, Яна-Майкла Гэмбилла, Михела Краточвила и в полуфинале великого Андре Агасси. В решающем поединке Мюллер уступает Ллейтону Хьюитту 3-6, 4-6. В октябре дошел до четвертьфинала в Токио.
В апреле 2005 он дошел до 1/4 финала на турнире в Касабланке. В июле 2005 года ему во второй раз в карьере удается достичь финальной стадии турнира ATP. На этот раз на турнире в Лос-Анджелесе он вновь уступает в решающем поединке на этот раз Андре Агасси 4-6, 5-7. В сентябре Мюллер доходит до четвертьфинала в Бангкоке. Этот результат он повторяет 2006 году на турнирах в Ченнае, Делрей-Бич, Эшториле и Индианаполисе. В 2008 году выигрывает еще два турнира из серии Challenger. Самый заметный результат в этом году он достигает на Открытом чемпионате США. Пройдя квалификационный отбор ему удалось дойти до четвертьфинала. Среди тех кого он по пути переиграл были такие известные теннисисты как Николас Альмагро, Томми Хаас и Николай Давыденко. Путь в полуфинал ему преградил швейцарец Роджер Федерер.
В сезоне 2011 года Жиль выиграл Challenger в Ноттингеме. В июле доходит до полуфинала в Атланте. На Открытом чемпионате США он вышел в четвёртый раунд, где проиграл Рафаэлю Надалю. В сентябре на турнире в Меце Мюллер вышел в полуфинал.
2012—2016.

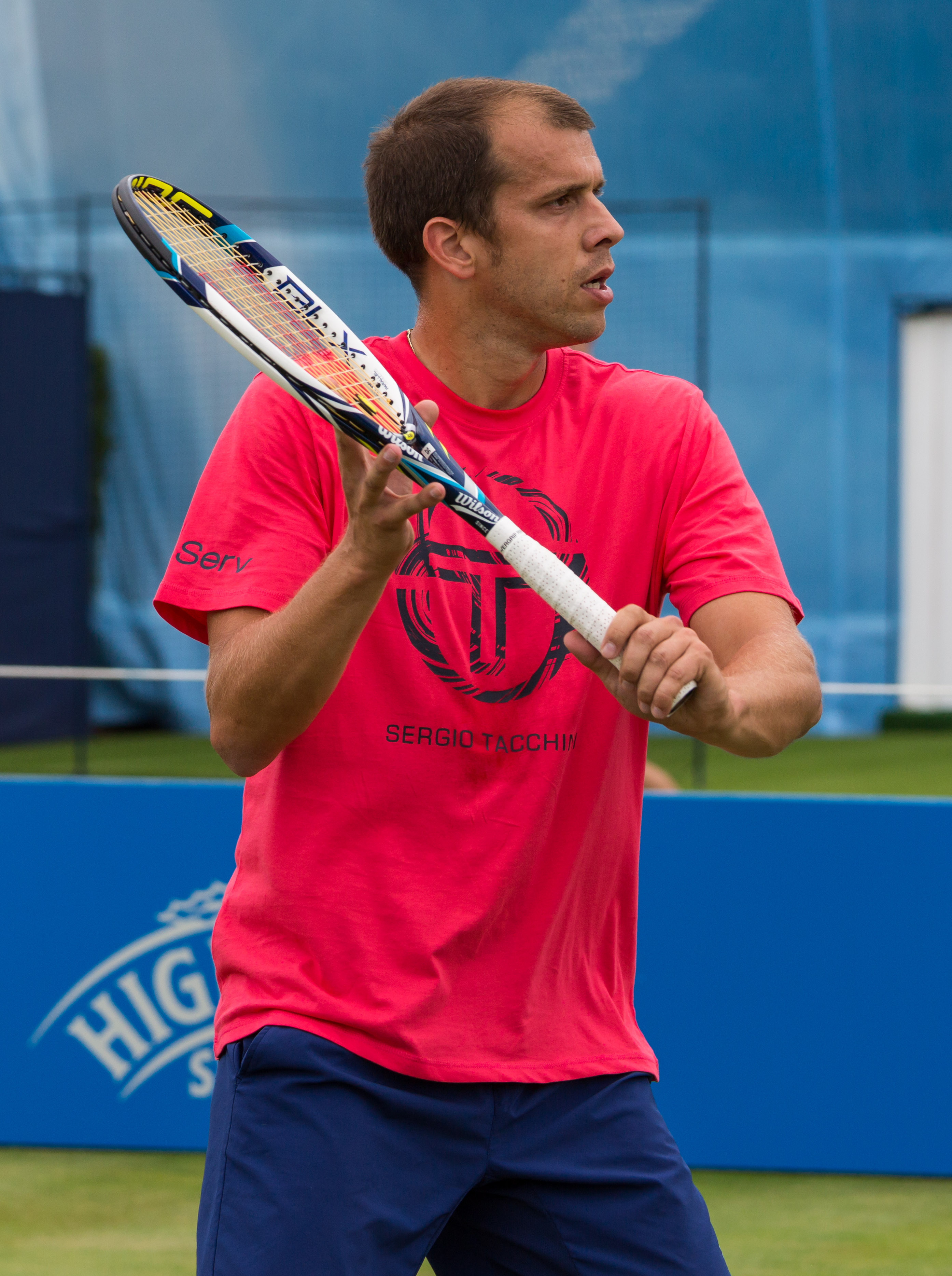
Мюллер во время турнира в Лондоне 2015 года

В июле 2012 года Мюллер впервые за семь лет вышел в финал турнира АТП. Произошло это в Атланте, где в матче за титул он проиграл американцу Энди Роддику — 6-1, 6-7(2), 2-6. В августе он сыграл на первых для себя Олимпийских играх, которые проводились в Лондоне. В матче второго раунда 29-летний Жиль проиграл Денису Истомину. В октябре на зальном турнире в Вене он смог добраться до полуфинала. Сезон 2013 года для Мюллера сложился не лучшим образом. Только один раз он вышел в четвертьфинал соревнований Мирового тура на турнире в Марселе. Открытый чемпионат Франции стал последним в году турниром для теннисиста из Люксембурга и вторую половину сезона он пропустил из-за травмы локтя. В рейтинге Жиль откатился в четвёртую сотню.
Возвращение после травмы состоялось в январе 2014 года. Из-за низкого рейтинга он играл на «фьючерсах» и «челленджерах». Весной он победил на четырёх турнирах серии «челленджер». Ещё один он выиграл в июле в Реканати. Мюллер смог вернуться в Топ-50 мирового рейтинга в 2014 году. В январе 2015 года он сыграл в полуфинале турнира в Сиднее, а на Открытом чемпионате Австралии впервые вышел в четвёртый раунд. Следующий раз в полуфинал соревнований Мирового тура он вышел в июне в Хертогенбосе. Летом на турнире в Атланте Жиль вышел также в полуфинал, а в парном разряде смог достичь финала в партнёрстве с Колином Флемингом. Лучшим результатом осенней части сезона стал полуфинал в Токио в октябре.
В январе 2016 года Мюллер второй год подряд вышел в полуфинал турнира в Сиднее. В феврале он также достиг 1/2 на турнире в Софии. В июне Жиль смог пройти в финал турнира в Хертогенбосе, но главный приз он не завоевал, уступив Николя Маю со счётом 4-6, 4-6. Через две недели он вышел в полуфинал ещё одного турнира на траве в Ноттингеме. В июле в Ньюпорте Мюллер вышел в финал, где в очень упорной борьбе проиграл Иво Карловичу — 7-6(2), 6-7(5), 6-7(12). Этот финал турнира АТП стал пятым в карьере теннисиста из Люксембурга и в пятый же раз он проиграл в нём. В августе на Олимпиаде в Рио-де-Жанейро Мюллер смог преподнести сюрприз, обыграв во втором раунде № 9 в мире на тот момент Жо-Вильфрида Тсонга, однако в третьем раунде он завершил выступление на Олимпиаде, уступив Роберто Баутисте. Осенью Жиль смог выйти в полуфинал турнира в Базеле.
2017—2018. Первый титул в Мировом туре.
2017 год стал лучшим в карьере Мюллера. На старте сезона он сыграл в парном финале турнира в Брисбене в дуэте с Сэмом Куэрри. На следующем турнире в Сиднее 33-летний Мюллер выиграл свой дебютный трофей АТП. В своём шестом в карьере финале основных соревнований ассоциации он сломил сопротивление британца Даниеля Эванса — 7-6(5), 6-2. В мае Жиль вышел в первый финал АТП на грунте на турнире в Кашкайше, но проиграл в нём испанцу Пабло Карреньо — 2-6, 6-7(5). В июне Мюллер выигравает ещё один турнир — в Хертогенбосе. В 1/2 финала он выбил из сетки № 10 в мире Александра Зверева (7-6(5), 6-2), а в финале оказался сильнее Иво Карловича (7-6(5), 7-6(4)). Через неделю в Лондоне Жиль вышел в полуфинал. Отличным образом он сыграл на Уимблдонском турнире. В матче четвёртого раунда Мюллер одержал победу над знаменитым Рафаэлем Надалем в тяжелейшем матче длительностью 4 часа 48 минут. Их встреча закончилась при счёте 6-3, 6-4, 3-6, 4-6, 15-13 в пользу Жиля. Мюллер второй раз в карьере обыгрывает Надаля с разницей в 12 лет и он впервые смог выиграть действующего второго номера в мире. В первом в карьере четвертьфинале Уимблдона Мюллер в третий раз за время турнира сыграл пятисетовый матч, но на этот раз проиграл № 6 в мире Марину Чиличу (6-3, 6-7(6), 5-7, 7-5, 1-6). В июле 2017 года Жиль вышел в полуфинал турнира в Атланте и достиг наивысшей в своей карьере позиции в рейтинге — 21-го места.
В 2018 году на турнире в Сиднее Жиль дошёл до четвертьфинала, где уступил французу Бенуа Перу. На Открытом чемпионате Австралии Жиль Мюллер дошёл до третьего раунда. В феврале он сыграл в четвертьфинале турнира в Софии и уступил Мариусу Копилу из Румынии. Сезон стал последним в карьере Жиля. Последний матч он сыграл в августе а Открытом чемпионате США, проиграв в первом раунде итальянцу Лоренцо Сонего, и завершил теннисную карьеру.

## Рейтинг на конец года
| Год  | Одиночный рейтинг | Парный рейтинг |
| 2018 | 138               | 222            |
| 2017 | 25                | 104            |
| 2016 | 34                | 153            |
| 2015 | 38                | 139            |
| 2014 | 47                | 214            |
| 2013 | 368               | 664            |
| 2012 | 67                | 242            |
| 2011 | 54                | 758            |
| 2010 | 134               | 372            |
| 2009 | 248               | 740            |
| 2008 | 95                | 331            |
| 2007 | 117               | 221            |
| 2006 | 105               | 244            |
| 2005 | 76                | 158            |
| 2004 | 69                | 293            |
| 2003 | 195               | 429            |
| 2002 | 255               | 504            |
| 2001 | 535               | 808            |
| 2000 | 840               | 987            |

## Выступления на турнирах

### Финалы турниров ATP в одиночном разряде (8)

#### Победы (2)
| Легенда                              |
| ------------------------------------ |
| Турниры Большого шлема (0*)          |
| Итоговый турнир ATP (0)              |
| ATP Мастерс 1000 (0)                 |
| ATP International Gold / АТР 500 (0) |
| ATP International / АТР 250 (2)      |

| Титулы по покрытиям | Титулы по месту проведения матчей турнира |
| ------------------- | ----------------------------------------- |
| Хард (1*)           | Зал (0)                                   |
| Грунт (0)           | Зал (0)                                   |
| Трава (1)           | Открытый воздух (2)                       |
| Ковёр (0)           | Открытый воздух (2)                       |

* количество побед в одиночном разряде.
| №  | Дата           | Турнир                  | Покрытие | Соперник в финале | Счёт          |
| 1. | 14 января 2017 | Сидней, Австралия       | Хард     | Даниэль Эванс     | 7-6(5) 6-2    |
| 2. | 18 июня 2017   | Хертогенбос, Нидерланды | Трава    | Иво Карлович      | 7-6(5) 7-6(4) |

#### Поражения (6)
| №  | Дата            | Турнир                  | Покрытие | Соперник в финале    | Счёт                  |
| 1. | 22 августа 2004 | Вашингтон, США          | Хард     | Ллейтон Хьюитт       | 3-6 4-6               |
| 2. | 31 июля 2005    | Лос-Анджелес, США       | Хард     | Андре Агасси         | 4-6 5-7               |
| 3. | 22 июля 2012    | Атланта, США            | Хард     | Энди Роддик          | 6-1 6-7(2) 2-6        |
| 4. | 13 июня 2016    | Хертогенбос, Нидерланды | Трава    | Николя Маю           | 4-6 4-6               |
| 5. | 17 июля 2016    | Ньюпорт, США            | Трава    | Иво Карлович         | 7-6(2) 6-7(5) 6-7(12) |
| 6. | 7 мая 2017      | Кашкайш, Португалия     | Грунт    | Пабло Карреньо Буста | 2-6 6-7(5)            |

### Финалы челленджеров и фьючерсов в одиночном разряде (31)

#### Победы (15)
| Условные обозначения |
| Челленджеры (11+3*)  |
| Фьючерсы (4+1)       |

| Титулы по покрытиям | Титулы по месту проведения матчей турнира |
| ------------------- | ----------------------------------------- |
| Хард (11+3*)        | Зал (2+1)                                 |
| Грунт (1+1)         | Зал (2+1)                                 |
| Трава (1)           | Открытый воздух (13+3)                    |
| Ковёр (2)           | Открытый воздух (13+3)                    |

* количество побед в одиночном разряде + количество побед в парном разряде.
| №   | Дата            | Турнир                    | Покрытие | Соперник в финале | Счёт              |
| 1.  | 15 апреля 2001  | Мушреф, Кувейт            | Хард     | Эрмес Гамональ    | 4-6 7-6(3) 7-6(6) |
| 2.  | 17 февраля 2002 | Глазго, Великобритания    | Ковёр(i) | Максимилиан Абель | 7-6(4) 7-6(3)     |
| 3.  | 28 апреля 2002  | Монтего-Бей, Ямайка       | Хард     | Жюльен Кассен     | 6-3 7-6(4)        |
| 4.  | 25 августа 2002 | Гояния, Бразилия          | Хард     | Родриго Монте     | 3-6 7-6(6) 6-1    |
| 5.  | 27 июля 2003    | Вальядолид, Испания       | Хард     | Иван Наварро      | 6-4 6-3           |
| 6.  | 25 апреля 2004  | Неаполь, Италия           | Грунт    | Арно ди Паскуале  | 7-6(7) 6-7(1) 6-1 |
| 7.  | 4 июля 2004     | Кордова, Испания          | Хард     | Николас Альмагро  | 6-1 6-2           |
| 8.  | 13 апреля 2008  | Умакао, Пуэрто-Рико       | Хард     | Иван Миранда      | 7-5 7-6(2)        |
| 9.  | 1 июня 2008     | Измир, Турция             | Хард     | Кристиан Плесс    | 7-5 6-3           |
| 10. | 5 июня 2011     | Ноттингем, Великобритания | Трава    | Маттиас Бахингер  | 7-6(4) 6-2        |
| 11. | 30 марта 2014   | Гвадалахара, Мексика      | Хард     | Денис Кудла       | 6-2 6-2           |
| 12. | 27 апреля 2014  | Шэньчжэнь, Китай          | Хард     | Лукаш Лацко       | 7-6(4) 6-3        |
| 13. | 4 мая 2014      | Тайбэй, Тайвань           | Ковёр(i) | Джон-Патрик Смит  | 6-3 6-3           |
| 14. | 11 мая 2014     | Кимчхон, Республика Корея | Хард     | Тацума Ито        | 7-6(5) 5-7 6-4    |
| 15. | 20 июля 2014    | Реканати, Италия          | Хард     | Илья Бозоляц      | 6-1 6-2           |

#### Поражения (16)
| №   | Дата            | Турнир                      | Покрытие | Соперник в финале | Счёт           |
| 1.  | 27 апреля 2003  | Неаполь, Италия             | Грунт    | Ришар Гаске       | 4-6 4-6        |
| 2.  | 4 апреля 2004   | Салинас, Эквадор            | Хард     | Алехандро Фалья   | 7-6(5) 2-6 2-6 |
| 3.  | 27 июня 2004    | Андорра-ла-Велья, Андорра   | Хард     | Кевин Ким         | 4-6 0-6        |
| 4.  | 23 апреля 2006  | Пейджет, Бермудские Острова | Грунт    | Фернандо Висенте  | 6-2 2-6 6-7(3) |
| 5.  | 14 октября 2007 | Ренн, Франция               | Ковёр(i) | Филипп Пецшнер    | 3-6 4-6        |
| 6.  | 21 октября 2007 | Кольдинг, Дания             | Хард(i)  | Лукаш Лацко       | 6-7(3) 4-6     |
| 7.  | 17 января 2010  | Швибердинген, Германия      | Ковёр(i) | Йессе Хута Галунг | 2-6 7-6(4) 3-6 |
| 8.  | 14 февраля 2010 | Бергамо, Италия             | Хард(i)  | Кароль Бек        | 4-6 4-6        |
| 9.  | 7 марта 2010    | Шербур-Октевиль, Франция    | Хард(i)  | Николя Маю        | 4-6 3-6        |
| 10. | 17 октября 2010 | Ташкент, Узбекистан         | Хард     | Кароль Бек        | 7-6(4) 4-6 5-7 |
| 11. | 9 января 2011   | Нумеа, Франция              | Хард     | Венсан Мийо       | 6-7(6) 6-2 4-6 |
| 12. | 6 февраля 2011  | Курмайор, Италия            | Хард(i)  | Николя Маю        | 6-7(4) 4-6     |
| 13. | 13 февраля 2011 | Бергамо, Италия             | Хард(i)  | Андреас Сеппи     | 6-3 3-6 4-6    |
| 14. | 12 мая 2012     | Рим, Италия                 | Грунт    | Ежи Янович        | 6-7(3) 3-6     |
| 15. | 23 февраля 2014 | Астана, Казахстан           | Хард(i)  | Андрей Голубев    | 4-6 4-6        |
| 16. | 13 июля 2014    | Порторож, Словения          | Хард     | Блаж Кавчич       | 5-7 7-6(4) 1-6 |

### Финалы турнировATPв парном разряде (2)

#### Поражения (2)
| №  | Дата           | Турнир             | Покрытие | Партнёр       | Соперники в финале                | Счёт              |
| 1. | 2 августа 2015 | Атланта, США       | Хард     | Колин Флеминг | Боб Брайан Майк Брайан            | 6-4 6-7(2) [4-10] |
| 2. | 8 января 2017  | Брисбен, Австралия | Хард     | Сэм Куэрри    | Танаси Коккинакис Джордан Томпсон | 6-7(7) 4-6        |

### Финалы челленджеров и фьючерсов в парном разряде (11)

#### Победы (4)
| №  | Дата             | Турнир                       | Покрытие | Партнёр              | Соперники в финале                   | Счёт              |
| 1. | 12 августа 2001  | Люксембург, Люксембург       | Грунт    | Майк Шейдвейлер      | Стивен Адамсон Рауль Снейдерс        | 6-4 6-3           |
| 2. | 27 июня 2004     | Андорра-ла-Велья, Андорра    | Хард     | Айсам-уль-Хак Куреши | Сантьяго Гонсалес Алехандро Эрнандес | 6-3 7-5           |
| 3. | 12 сентября 2010 | Сен-Реми-де-Прованс, Франция | Хард     | Эдуар Роже-Васслен   | Андис Юшка Денис Павлов              | 6-0 2-6 [13-11]   |
| 4. | 30 сентября 2012 | Орлеан, Франция              | Хард(i)  | Лукаш Длоуги         | Ксавье Малисс Кен Скупски            | 6-2 6-7(5) [10-7] |

#### Поражения (7)
| №  | Дата            | Турнир                 | Покрытие | Партнёр              | Соперники в финале                 | Счёт        |
| 1. | 1 октября 2000  | Каир, Египет           | Грунт    | Мохамед Дакки        | Амр Гонейм Карим Мамун             | 6-1 2-6 1-6 |
| 2. | 17 февраля 2002 | Глазго, Великобритания | Ковёр(i) | Майк Шейдвейлер      | Ив Аллегро Арно Фонтен             | 3-6 4-6     |
| 3. | 30 января 2005  | Хайльбронн, Германия   | Ковёр(i) | Жиль Эльсенер        | Михал Мертиняк Себастьен де Шоньяк | 2-6 6-3 3-6 |
| 4. | 3 июля 2005     | Пособланко, Испания    | Хард     | Николя Маю           | Владимир Волчков Сергей Стаховский | 5-7 7-5 1-6 |
| 5. | 25 февраля 2007 | Безансон, Франция      | Хард(i)  | Грегори Карра        | Кристофер Кас Александр Пейя       | 4-6 4-6     |
| 6. | 5 августа 2007  | Сеговия, Испания       | Хард     | Мишель Кратохвил     | Рохан Бопанна Айсам-уль-Хак Куреши | 6-7(8) 3-6  |
| 7. | 4 мая 2008      | Лансароте, Испания     | Хард     | Айсам-уль-Хак Куреши | Рик де Вуст Лукаш Кубот            | 2-6 6-7(2)  |